# District historique de Bay Head
Le Quartier historique de Bay Head (Bay Head Historic District) est un district historique à Bay Head, Comté d'Ocean, New Jersey.  Le district a été ajouté au registre national des lieux historiques le 1er février 2006 pour son importance en architecture et dans les transports de 1877 à 1940.  Il comprend 549 bâtiments contributeurs (contributing properties), deux sites contributeurs et une structure contributive.  Une partie du district s'étend jusqu'à Point Pleasant.

## Galerie descontributing properties

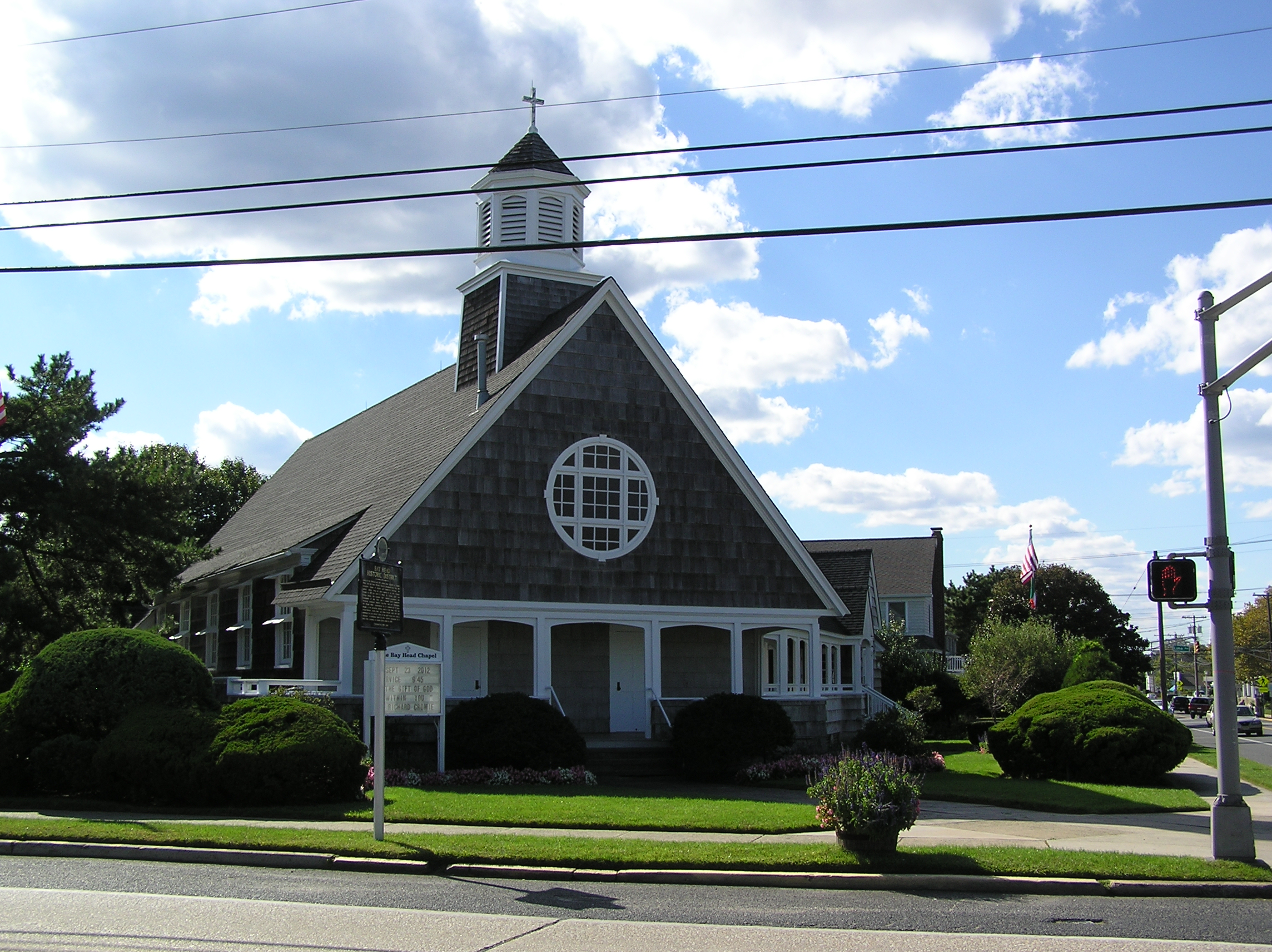
Chapelle de la tête de la baie
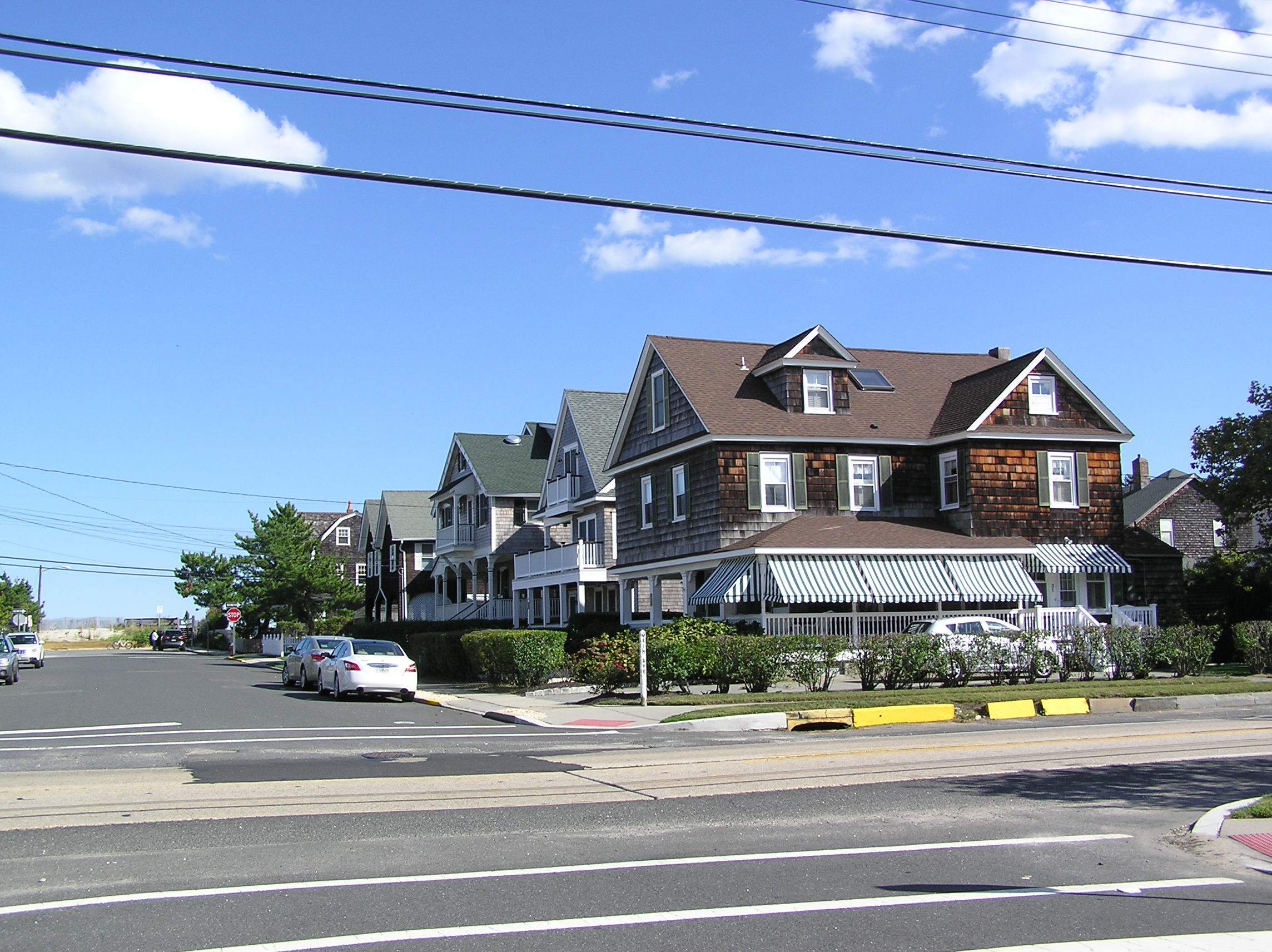
Maisons de style Shingle sur Harris Street
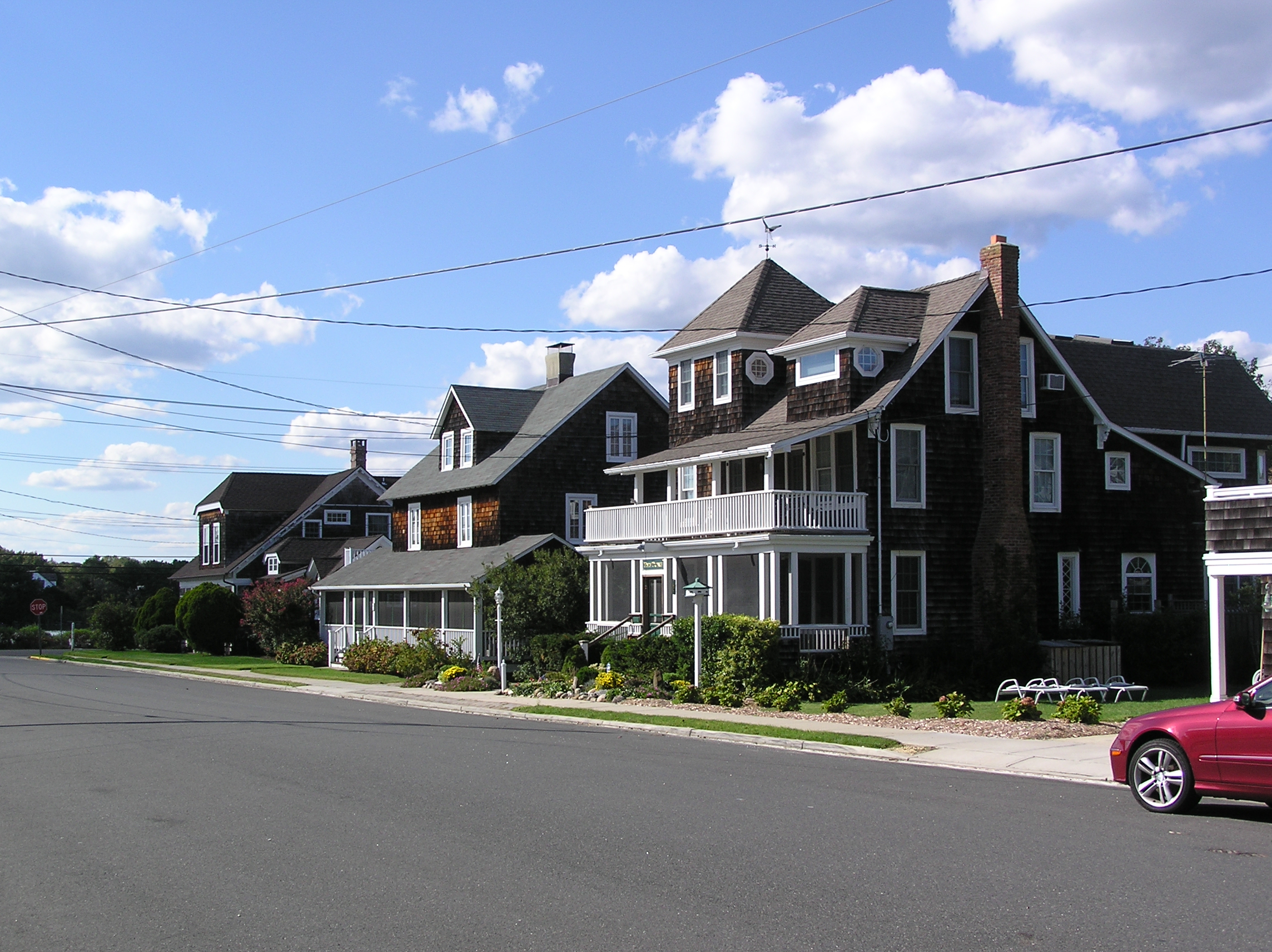
Plus le long de Harris Street